# Piuma blu (onorificenza)
La Piuma blu era un'onorificenza dell'Impero cinese.

## Storia
Così come per la Piuma di pavone, l'onorificenza della Piuma blu aveva origini antichissime e sconosciute. Il suo conferimento rappresentava un riconoscimento di uno status particolare di fedeltà tributata all'Imperatore più che una vera e propria decorazione divisa per gradi.
La piuma blu era essenzialmente concessa ai soldati della Divisione della Guardia Imperiale, addetti alla sicurezza personale dell'Imperatore, oltre che a civili particolarmente meritevoli e membri dell'aristocrazia.

## Insegne
La medaglia consisteva in una piuma d'argento smaltata di blu da portarsi al collo. La decorazione era priva di nastro.